# IC 2551
IC 2551  ist eine Spiralgalaxie vom Hubble-Typ S im Sternbild Löwe am Nordsternhimmel. Sie ist rund 281 Millionen Lichtjahre von der Milchstraße entfernt und hat einen Durchmesser von etwa 85.000 Lichtjahren.  
Das Objekt wurde am 26. März 1903 von Stéphane Javelle entdeckt.